# 木原敬介
木原 敬介（きはら けいすけ、1939年〈昭和14年〉11月5日 - ）は、日本の政治家。大阪府堺市長（第18代）。世界最大級の墳墓「仁徳天皇陵古墳」（堺市堺区、大仙陵古墳）をはじめ、百舌鳥・古市古墳群がユネスコ世界遺産に登録された功労者。

## 略歴・人物
大阪府豊中市に生まれ、四條畷市で育つ。大阪府立豊中高等学校卒業（高10期）。大阪大学法学部卒業。
伊藤忠商事に勤務した後、1964年（昭和39年）に大阪府庁に入庁。美原町・堺市助役、大阪府企業局長、大阪府水道企業管理者を経て、2001年（平成13年）に堺市長選挙に無所属で出馬し、初当選を果たした。2005年、前大阪府議会議員（当時）の森山浩行を破り、堺市長に再選。2006年4月に「堺市40年来の悲願」であった政令指定都市への移行を実現する。また堺市長に在職中、家電メーカーシャープの工場を堺市内に誘致した。

## 2009年堺市長選挙
2009年、3選を目指し、自民・公明両党の推薦及び民主・社民の支援を受けて堺市長選挙に出馬。一方、かつて木原を「自治体トップの理想モデル」と評価していた橋下徹大阪府知事は、一転して元大阪府職員の竹山修身候補を支援した。
当初、自民・公明・民主・社民の与野党4党の相乗りで木原の圧勝が予想されていたが、橋下はほぼ毎日、堺市内で竹山の応援をした。これにより、自民党の元総務大臣片山虎之助や大阪府選出で参議院幹事長の谷川秀善、民主党の衆議院議員辻恵、公明党の参議院議員白浜一良ら既成政党の国会議員らが木原の応援に訪れたものの、竹山に約4万7千票もの差をつけられ、落選した。投票率は43.93%。
2020年（令和2年）、旭日中綬章受章。

## 著書
- 『我、知事に敗れたり―2009年9月堺市長選』（論創社、2010年4月） ISBN 978-4846008727